# Sudbiszcze
Sudbiszcze (ros. Судбище) – wieś w Rosji, w obwodzie orłowskim, w rejonie nowodieriewienkowskim.
24 i 25 czerwca (według starego stylu 3 i 4 lipca) 1555 r. pod tą wsią odbyła się bitwa pomiędzy wojskami wojewody Iwana Szeriemietjewa i armią chana krymskiego Dewleta Geraja. Wydarzenie to przeszło do historii jako bitwa sudbiszczeńska (ros. Судби́щенская би́тва). Mimo początkowo niekorzystnego dla Rosjan początku bitwy uzyskali oni przewagę i ostatecznie pokonali Tatarów, zdobywając ich obóz.  
Na miejscu tego wydarzenia w 1995 r. postawiono upamiętniający to pomnik.